# Analiza SWOT
SWOT – popularna heurystyczna technika służąca do porządkowania i analizy informacji. Nazwa jest akronimem od angielskich słów określających cztery elementy składowe analizy (Strengths – mocne strony, Weaknesses – słabe strony, Opportunities – szanse i Threats – zagrożenia).
W zarządzaniu analiza SWOT jest stosowana do analizy wewnętrznego i zewnętrznego otoczenia organizacji, a także analizy projektu czy rozwiązania biznesowego. Jest stosowana jako uniwersalne narzędzie pierwszego etapu analizy strategicznej. Pozwala wykorzystać zgromadzone informacje do opracowania strategii działania opartej na mocnych stronach i szansach, przy jednoczesnym eliminowaniu bądź ograniczaniu słabych stron i zagrożeń.

## Zasady analizySWOT

Diagram analizy SWOT

Analiza SWOT polega na podzieleniu zebranych informacji na cztery grupy (cztery kategorie czynników strategicznych):
- S (Strengths) – mocne strony: wszystko to, co stanowi atut, przewagę, zaletę,
- W (Weaknesses) – słabe strony: wszystko to, co stanowi słabość, barierę, wadę,
- O (Opportunities) – szanse: wszystko to, co stwarza szansę korzystnej zmiany,
- T (Threats) – zagrożenia: wszystko to, co stwarza niebezpieczeństwo zmiany niekorzystnej.

Informacja, która nie może być poprawnie zakwalifikowana do żadnej z wymienionych grup, jest w dalszej analizie pomijana jako nieistotna strategicznie.
Informacja strategiczna, posegregowana według opisanych kryteriów na cztery grupy, jest następnie zapisywana w czterodzielnej macierzy strategicznej, w której lewa połowa zawiera dwie kategorie czynników pozytywnych a prawa – dwie kategorie czynników negatywnych. Natomiast w piśmiennictwie istnieją co najmniej trzy ujęcia, wyjaśniające czym różni się górna połowa macierzy od dolnej (a więc mocne strony od szans, a słabe strony od zagrożeń).
- W niektórych wykładniach mówi się: mocne strony i słabe strony, to czynniki wewnętrzne, szanse i zagrożenia – to czynniki zewnętrzne;
- W innej interpretacji: mocne strony i słabe strony to cechy stanu obecnego, a szanse i zagrożenia, to spodziewane zjawiska przyszłe.
- Wreszcie u niektórych autorów: mocne strony i słabe strony to czynniki zależne od nas (te, na które mamy wpływ planistyczny i zarządczy), a szanse i zagrożenia, to czynniki obiektywne, na które nie mamy bezpośredniego wpływu sprawczego.

Analiza SWOT daje wartościowy rezultat analityczny przy zastosowaniu każdego z trzech wymienionych ujęć, pod warunkiem, że jest ono stosowane konsekwentnie i świadomie. Jednak najczęstszym błędem w praktyce stosowania techniki SWOT jest mieszanie trzech ujęć (np. zapisanie jakiejś przewagi w obszarze szans na podstawie tego, że jest ona czynnikiem zewnętrznym, a potem odczytywanie jej z macierzy SWOT, jako czynnika przyszłego (który dopiero pojawi się), lub – jako czynnika na który nie mamy wpływu sprawczego). Stąd postulat otwartego i jednoznacznego deklarowania kryteriów rozróżnienia wertykalnego na wstępie przeprowadzanej analizy.
W popularnych ujęciach mikroekonomicznych dwa pierwsze obszary odnoszą się najczęściej do środowiska wewnętrznego i zawierają najistotniejsze w danym przedsiębiorstwie elementy, np. silna marka (S), czy słabe zaplecze kapitałowe (W). Natomiast dwa ostatnie odnoszą się analogicznie do środowiska zewnętrznego, np. otwarcie wspólnego rynku międzynarodowego (O) lub pojawienie się konkurencyjnych produktów nowej generacji (T).
Jest to bardzo rozpowszechniony obecnie schemat analizy. Najczęściej stosowany jest w bardzo uproszczonej formie, tzn. przybiera postać czterech list czynników (zwykle przedstawianych w formie tabelarycznej).
Pełnia użyteczności techniki SWOT ujawnia się jednak, dopiero gdy poddać cztery pozornie niezależne grupy czynników analizie wzajemnych powiązań. W praktyce ćwiczenie to sprowadza się do odpowiedzi na serię pytań:
- Czy dana mocna strona pozwoli nam wykorzystać daną szansę?
- Czy dana mocna strona pozwoli nam zniwelować dane zagrożenie?
- Czy dana słaba strona ogranicza możliwość wykorzystania danej szansy?
- Czy dana słaba strona potęguje ryzyko związane z danym zagrożeniem?

jak łatwo wywnioskować analizę można też przeprowadzić w odwrotnym kierunku, tzn. od zewnątrz do wewnątrz:
- Czy dana szansa wzmacnia daną mocną stronę?
- Czy dana szansa pozwala zniwelować daną słabą stronę?
- Czy dane zagrożenie niweluje daną mocną stronę?
- Czy dane zagrożenie uwypukla daną słabą stronę?

Zwykle oba podejścia stosuje się uzupełniająco, stąd często w literaturze mowa o analizie SWOT/TOWS.
Odpowiedzi na powyższe pytania pozwalają zidentyfikować tzw. silne powiązania, obszary problemowe w obrębie których można rozpocząć tworzenie rozwiązań, strategii cząstkowych – co czyni ze SWOT nie tylko narzędzie analityczne, ale również planistyczne.
Przykładowy zapis powiązań czynników w formie macierzy z punktami, np. 0 – brak oddziaływania, 1 – słabe oddziaływanie, 2 – silne oddziaływanie:
|    | O1 | O2 | O3 | O4 |  | T1 | T2 | T3 | T4 |
| -- | -- | -- | -- | -- |  | -- | -- | -- | -- |
| S1 | 2  | 1  | 0  | 2  |  | 0  | 0  | 1  | 0  |
| S2 | 0  | 2  | 2  | 0  |  | 2  | 0  | 1  | 0  |
| S3 | 0  | 2  | 0  | 2  |  | 0  | 0  | 0  | 2  |
| S4 | 0  | 2  | 2  | 1  |  | 0  | 1  | 0  | 1  |
|    |    |    |    |    |  |    |    |    |    |
| W1 | 0  | 1  | 0  | 1  |  | 0  | 2  | 0  | 1  |
| W2 | 0  | 1  | 0  | 0  |  | 0  | 0  | 0  | 0  |
| W3 | 0  | 0  | 1  | 0  |  | 0  | 0  | 2  | 0  |
| W4 | 0  | 1  | 0  | 0  |  | 2  | 0  | 0  | 0  |

może prowadzić do kolejnego typu wnioskowania ze SWOT, tj. wyboru odpowiedniej strategii w zależności od najsilniejszej – wykazującej najwięcej powiązań ćwiartki:
|              | Szanse                  | Zagrożenia              |
| ------------ | ----------------------- | ----------------------- |
| Mocne strony | Strategia agresywna     | Strategia konserwatywna |
| Słabe strony | Strategia konkurencyjna | Strategia defensywna    |

Przy założeniu, iż mocne i słabe strony traktujemy jako czynniki wewnętrzne, a szanse i zagrożenia jako czynniki zewnętrzne, powyższe strategie możemy wyjaśnić następująco:
- Strategia agresywna: W przedsiębiorstwie przeważają mocne strony, a w jego otoczeniu silnie powiązane z nimi szanse – strategia agresywna jest strategią silnej ekspansji oraz rozwoju wykorzystującego obydwa czynniki.
- Strategia konserwatywna: Przedsiębiorstwo działa w niekorzystnym dla siebie otoczeniu zewnętrznym, ale posiada zespół mocnych stron wewnątrz organizacji silnie powiązany z zagrożeniami zewnętrznymi, jest więc w stanie odpowiedzieć zdecydowanie na zagrożenia. W istniejącym otoczeniu przedsiębiorstwo nie jest w stanie rozwijać się intensywnie, gdyż zespół mocnych stron nie współgra z szansami otoczenia, jest jednak w stanie skutecznie przezwyciężać zagrożenia w oczekiwaniu na poprawę warunków zewnętrznych.
- Strategia konkurencyjna: Przedsiębiorstwo posiada przewagę słabych stron nad mocnymi, ale funkcjonuje w przyjaznym dla siebie otoczeniu, co pozwala mu utrzymywać swoją pozycję. Tym niemniej słabość wewnętrzna uniemożliwia skuteczne wykorzystanie szans, które daje otoczenie zewnętrzne, strategia konkurencyjna powinna koncentrować się więc na takim eliminowaniu wewnętrznych słabości, aby w przyszłości lepiej wykorzystać szanse otoczenia.
- Strategia defensywna: Słabe strony przedsiębiorstwa są silnie powiązane z zewnętrznymi zagrożeniami, istnieje duże ryzyko upadku przedsiębiorstwa. Strategia defensywna jest strategią nastawioną na przetrwanie przedsiębiorstwa na rynku.

Analizę SWOT można traktować jako specyficzny schemat/algorytm wnioskowania w ramach którego korzysta się z wielu innych technik. Przykładowo do identyfikacji czynników zewnętrznych (szczególnie w przypadku przedsiębiorstw) często wykorzystuje się analizę pięciu sił Portera oraz PEST.